# Schema biennale delle letture della Messa
Lo schema biennale delle letture della Messa è stato introdotto nel rito romano con la riforma liturgica seguita al Concilio Vaticano II. Si decise di mettere a disposizione del popolo cristiano il tesoro della Parola di Dio con maggior dovizia, e per questo nel nuovo lezionario feriale fu stabilito di articolare la distribuzione della prima lettura della Messa del tempo ordinario in un ciclo di due anni.
- Anno dispari o Anno I si riferisce al primo anno del ciclo, quando l'ultima cifra dell'anno è dispari.
- Anno pari o Anno II si riferisce al secondo anno del ciclo, quando l'ultima cifra dell'anno è pari.

Nell'edizione tipica della Liturgia delle Ore le letture dell'Ufficio delle Letture sono articolate in uno schema annuale. Tuttavia, alcune edizioni preparate dagli ordini monastici, e anche le traduzioni in alcune lingue presentano una distribuzione biennale dei testi biblici, e in qualche caso anche di quelli patristici: in questi casi si parla pure, perciò di Anno dispari o I e Anno pari o II.

## Distribuzione dei libri biblici nella prima lettura della Messa nel rito romano
La distribuzione dei vari libri biblici tra i due anni e nelle varie settimane è la seguente:
| Anno dispari | Anno pari |
| --- | --- |
| - Lettera agli Ebrei (I-IV settimana) - Genesi 1–11 (V-VI settimana) - Siracide (VII-VIII settimana) - Tobia (IX settimana) - Seconda lettera ai Corinzi (X-XI settimana) | - Primo libro di Samuele (I-II settimana) - Secondo libro di Samuele (II-IV settimana) - Primo libro dei Re 1-13, Siracide 47,2-13 (IV-V settimana) - Lettera di Giacomo (VI-VII settimana) - Prima lettera di Pietro, Lettera di Giuda (VIII settimana) - Seconda lettera di Pietro, Seconda lettera a Timoteo (IX settimana) - Primo libro dei Re 17-21 (X-XI settimana) - Secondo libro dei Re, Siracide 48,1-15, Secondo libro delle Cronache 24,17-25 (XI settimana) |
| - Genesi 12–50 (XII-XIV settimana) - Esodo (XV-XVII settimana) - Levitico (ultimi due giorni della XVII settimana) - Numeri (XVIII settimana) - Deuteronomio (XVIII-XIX settimana) - Giosuè (ultimi due giorni della XIX settimana) - Giudici e Rut (XX settimana) | - Secondo libro dei Re 17-25, Lamentazioni (XII settimana) - Libro di Amos (XIII settimana) - Libro di Osea (XIV settimana) - Libro di Isaia 1-38 (XIV-XV settimana) - Libro di Michea (XV-XVI settimana) - Libro di Geremia (XVI-XVIII settimana) - Libro di Naum, Libro di Abacuc (XVIII settimana) - Libro di Ezechiele (XIX-XX settimana) - Seconda lettera ai Tessalonicesi (XXI settimana)                                                                          |
| - Prima lettera ai Tessalonicesi (XXI e inizio della XXII settimana) - Colossesi (XXII-XXIII settimana) - Prima lettera a Timoteo (XXIII-XXIV settimana) - Esdra, Aggeo, Zaccaria (XXV settimana) - Zaccaria, Neemia, Libro di Baruc (XXVI settimana) - Giona, Malachia, Gioele (XXVII settimana) - Lettera ai Romani (XXVIII-XXXI settimana) - Sapienza (XXXII settimana) - Libri dei Maccabei (XXXIII settimana) - Daniele (XXXIV settimana) | - Prima lettera ai Corinzi (XXI-XXIV settimana) - Libro dei Proverbi, Qoelet (XXV settimana) - Libro di Giobbe (XXVI settimana) - Lettera ai Galati (XXVII-XXVIII settimana) - Lettera agli Efesini (XXVIII-XXX settimana) - Lettera ai Filippesi (XXXI settimana) - Lettera a Tito, Lettera a Filemone, Seconda lettera di Giovanni, Terza lettera di Giovanni (XXXII settimana) - Apocalisse (XXXIII-XXXIV settimana)                                                   |

Altri libri biblici vengono letti negli altri tempi liturgici: ad es. la prima lettera di Giovanni nel tempo di Natale e gli Atti degli Apostoli non vengono letti nel tempo ordinario, ma nel tempo pasquale.